# Bowling for Soup
I Bowling for Soup sono un gruppo musicale pop punk statunitense formatosi nel 1994 in Wichita Falls, Texas. È conosciuta soprattutto per i singoli Girl All The Bad Guys Want, High School Never Ends, 1985 e Almost. Hanno pubblicato undici album in studio, tra i quali un album di cover.

## Storia del gruppo

### Gli inizi (1994-1999)
I Bowling for Soup si formano nel 1994 in Texas grazie a Jaret Reddick, Chris Burney, Erik Chandler e Lance Morril. Morril lasciò la band amichevolmente nel 1998 e il suo posto fu preso da Gary Wiseman.
Il nome della band fu preso dal nome del film Bowling for Shit del 1978, che già a sua volta si riferiva a Bowling for Dollars. Nel 1998 la band pubblica il suo primo EP Tell Me When To Whoa. Un anno dopo, pubblicano il loro primo album in studio Rock on Honorable Ones!!!. L'album vendette oltre 10,000 copie, spingendo la Jive Records ad ingaggiare la band.

### Il successo (2000-2009)
Nel 2000, i Bowling for Soup pubblicarono il loro album di debutto sotto una major, Let's Do It for Johnny!. L'album conteneva perlopiù vecchie canzoni registrate nuovamente ma anche canzoni più recenti come Summer of 69', cover di Bryan Adams.
Nel 2002 esce Drunk Enough to Dance, secondo lavoro sotto una grande casa discografica. Il primo singolo, Girl All the Bad Guys Want fu un grande successo e divenne una hit negli USA e nel Regno Unito. Questo singolo incoraggiò molto a comprare l'album, che raggiunse il secondo posto nella Billboard Top Heatseekers. Il secondo singolo, Emily, arrivò alla 67ª posizionerà della classifica britannica dei singoli.
La band pensò che un terzo singolo fosse necessario per il successo dell'album, ma ritenne che Drunk Enough to Dance non avesse altro materiale interessante da offrire, così la band tornò in studio e compose il singolo Punk Rock 101, che più tardi fu inclusa nell'album. Il singolo fu di maggior arrivò alla 43ª posizione nella classifica britannica.

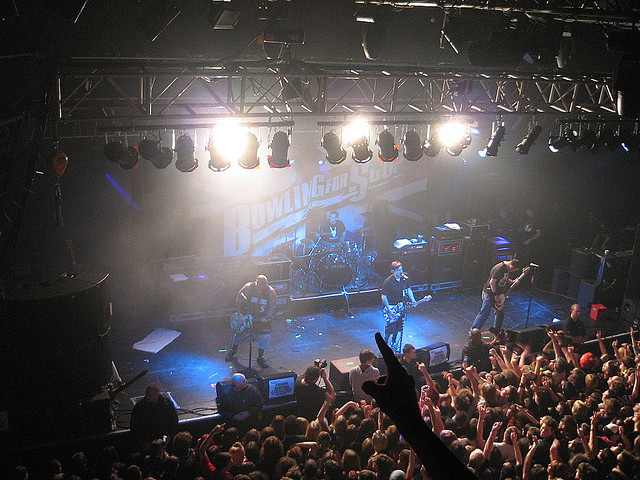
Bowling for Soup in concerto nel 2007

Due anni dopo fu il turno di A Hangover You Don't Deserve, che divenne l'unico album della band a finire nella Top 40. Fu venduto grazie inizialmente al singolo 1985, una canzone composta dalla band SR-71. Questo fu il più grande successo dei Bowling for Soup negli USA, dato che raggiunsero la #23 nelle hit americane. Il secondo singolo fu Almost, che fu un grande successo e raggiunse la posizione #100 nella UK chart, #46 nella USA Top 100 e #23 nella USA Pop 100.
Nel 2005, la band pubblica l'album Bowling for Soup Goes to the Movies, una compilation di cover di canzoni che sono apparse sul grande schermo.
Dopo il loro album di cover, i Bowling for Soup passarono la maggior parte del 2006 in studio per registrare il loro sesto album in studio, The Great Burrito Extortion Case, pubblicato il 7 novembre 2006. Il primo singolo scelto fu High School Never Ends. La band ha iniziato un loro tour per promuovere l'album, che attraversa gli Stati Uniti e il Regno Unito.
Nello stesso periodo viene pubblicato il singolo per Disney Channel Today Is Gonna Be a Great Day, colonna sonora della serie Phineas e Ferb.
Nel 2008 Jaret Reddick e Erik Chandler partecipano come voci nella canzone Endless Possibilities per il gioco Sonic Unleashed.
Nel 2009 esce il loro settimo album Sorry for Partyin' da cui vengono estratti i singoli My Wena e No Hablo Inglès.
Sorry for Partyin' ha debuttato al numero 104 della Billboard 200 e al numero 47 dela Top Rock Albums. L'album è stato distribuito dalla casa discografica RCA Records a partire dal 12 ottobre 2009.

### Anni 2010 e oltre (2010-presente)
Nel 2011 esce il loro ottavo album Fishin' for Woos in cui vengono estratti i singoli I've Never Done Anything Like This, Turbulence e S-S-S-Saturday.
Questo album è distribuito dalle case discografiche Que-So Records e Brando Records.
L'album è uscito nel Regno Unito l'11 aprile 2011 e nel resto del mondo il 26 aprile 2011.
L'album è arrivato nella Billboard 200 alla posizione 189 e nella UK Album Chart alla posizione 66.
Il 20 giugno 2013 è uscito il loro nono album dal titolo Lunch. Drunk. Love.. L'album contiene 14 brani inediti, tutti registrati nel 2013.
Il 14 ottobre 2016 esce l'album Drunk Dynasty, l'ultimo ad avere Erik Chandler come bassista: infatti Chandler lasciò la band definitivamente nel 2019.
A 6 anni di distanza dall'ultimo disco, nel 2022 esce il loro undicesimo album in studio, Pop Drunk Snot Bread.
Il 4 aprile 2023 esce l'album di cover Don't Mind If We Do.

## Formazione

### Attuale
- Jaret Reddick – voce, chitarra ritmica (1994-presente)
- Chris Burney – chitarra solista, cori (1994-presente)
- Rob Felicetti – basso, chitarra acustica, cori (2019-presente)
- Gary Wiseman – batteria, percussioni, cori (1998-presente)

### Ex componenti
- Erik Chandler – basso, chitarra acustica, cori (1994-2019)
- Lance Morrill – batteria, percussioni, cori (1994-1998)

## Discografia

### Album studio
- 1994 – Bowling for Soup
- 1998 – Rock on Honorable Ones!!
- 2000 – Let's Do It for Johnny!
- 2002 – Drunk Enough to Dance
- 2004 – A Hangover You Don't Deserve
- 2006 – The Great Burrito Extortion Case
- 2009 – Sorry for Partyin'
- 2011 – Fishin' for Woos
- 2013 – Lunch. Drunk. Love.
- 2016 – Drunk Dynasty
- 2022 – Pop Drunk Snot Bread

### Album di cover
- 2023 – Don't Mind If We Do

### Album dal vivo
- 2008 – Bowling for Soup: Live and Very Attractive
- 2016 – Acoustic in a Freakin' English Church!
- 2018 – Live from Brixton: Older, Fatter, Still the Greatest Ever!

### Raccolte
- 2005 – Bowling for Soup Goes to the Movies
- 2009 – Merry Flippin' Christmas Volume 1
- 2010 – Jaret & Erik 2010 UK Acoustic Tour Limited Edition CD
- 2011 – Playlist: The Very Best of Bowling for Soup
- 2011 – Merry Flippin' Christmas Volumes 1 and 2
- 2014 – Songs People Actually Liked – Volume 1 – The First 10 Years

### Split
- 1996 – Cell Mates (con i The V.I.M.S)
- 2012 – Bowling for Soup Presents One Big Happy! (con i The Dollyrots and Patent Pending)

### Singoli
| Anno | Titolo                                       | Posizione in classifica | Posizione in classifica | Posizione in classifica | Posizione in classifica | Album                               |
| Anno | Titolo                                       | UK                      | US Alt.                 | US                      | US Pop                  | Album                               |
| ---- | -------------------------------------------- | ----------------------- | ----------------------- | ----------------------- | ----------------------- | ----------------------------------- |
| 2000 | The Bitch Song                               | -                       | -                       | -                       | -                       | Let's Do It for Johnny!             |
| 2000 | Suckerpunch                                  | -                       | -                       | -                       | -                       | Let's Do It for Johnny!             |
| 2002 | Girl All the Bad Guys Want                   | 8                       | 38                      | 64                      | 43                      | Drunk Enough to Dance               |
| 2002 | Emily                                        | 67                      | -                       | -                       | -                       | Drunk Enough to Dance               |
| 2003 | Punk Rock 101                                | 43                      | -                       | -                       | -                       | Drunk Enough to Dance               |
| 2004 | 1985                                         | 35                      | -                       | 23                      | -                       | A Hangover You Don't Deserve        |
| 2005 | Almost                                       | 100                     | -                       | 46                      | 23                      | A Hangover You Don't Deserve        |
| 2005 | Ohio (Come Back to Texas)                    | -                       | -                       | -                       | 59                      | A Hangover You Don't Deserve        |
| 2006 | I Melt with You                              | -                       | -                       | -                       | -                       | Bowling for Soup Goes to the Movies |
| 2006 | High School Never Ends                       | -                       | -                       | 97                      | 79                      | The Great Burrito Extortion Case    |
| 2007 | When We Die                                  | -                       | -                       | -                       | -                       | The Great Burrito Extortion Case    |
| 2007 | I'm Gay                                      | -                       | -                       | -                       | -                       | The Great Burrito Extortion Case    |
| 2009 | My Wena                                      | -                       | -                       | -                       | -                       | Sorry for Partyin'                  |
| 2009 | No Hablo Inglès                              | -                       | -                       | -                       | -                       | Sorry for Partyin'                  |
| 2011 | I've Never Done Anything Like This           | -                       | -                       | -                       | -                       | Fishin' for Woos                    |
| 2011 | Turbulence                                   | -                       | -                       | -                       | -                       | Fishin' for Woos                    |
| 2011 | S-S-S-Saturday                               | -                       | -                       | -                       | -                       | Fishin' for Woos                    |
| 2013 | Circle                                       | -                       | -                       | -                       | -                       | Lunch. Drunk. Love.                 |
| 2018 | Catalyst                                     | -                       | -                       | -                       | -                       | Drunk Dynasty                       |
| 2020 | Alexa Bliss                                  | 72                      | -                       | -                       | -                       | Pop Drunk Snot Bread                |
| 2021 | Getting Old Sucks (But Everybody's Doing It) | -                       | -                       | -                       | -                       | Pop Drunk Snot Bread                |
| 2021 | Killin' 'Em With Kindness                    | -                       | -                       | -                       | -                       | Pop Drunk Snot Bread                |
| 2022 | I Wanna Be Brad Pitt                         | -                       | -                       | -                       | -                       | Pop Drunk Snot Bread                |